# Mladé pušky
Mladé pušky (v anglickém originále Young Guns) je americký akční westernový film z roku 1988. Režisérem filmu je Christopher Cain. Hlavní role ve filmu ztvárnili Emilio Estevez, Kiefer Sutherland, Lou Diamond Phillips, Charlie Sheen a Dermot Mulroney.

## Obsazení
| Emilio Estevez       | William H. Bonney, Billy the Kid |
| Kiefer Sutherland    | Josiah Gordon Scurlock, Doc      |
| Lou Diamond Phillips | Jose Chavez y Chavez             |
| Charlie Sheen        | Richard Brewer, Dick             |
| Dermot Mulroney      | Dirty Steve Stephens             |
| Casey Siemaszko      | Charlie Bowdre                   |
| Terence Stamp        | John Tunstall                    |
| Jack Palance         | Lawrence Murphy                  |
| Terry O’Quinn        | Alexander McSween                |